# جول (شركة)
جول (بالإنجليزية: Juul)‏ هي شركة أمريكية مقرها الرئيسي سان فرانسيسكو  تقوم بتصنيع السجائر الإلكترونية.